# St. Louis (Schiff, 1929)
Die St. Louis  war ein 1929 in Dienst gestelltes Transatlantik-Passagierschiff der Hamburg-Amerika Line (HAPAG), das im Passagierverkehr nach New York eingesetzt wurde.

## Das Schiff
Unter der Baunummer 670 lief die St. Louis am 2. August 1928 beim Bremer Vulkan in Bremen-Vegesack vom Stapel. Es war 174,90 m lang und 22,10 m breit und war mit 16.732 BRT vermessen. Vier doppeltwirkende Sechszylinder-Zweitakt-Dieselmotoren (Bauart MAN, Lizenzbau Bremer Vulkan) mit einer Leistung von je 3150 PSe ermöglichten eine Geschwindigkeit von 16,5 Knoten. Die Passagierkapazität betrug 270 Passagiere in der Ersten Klasse, 287 in der Zweiten Klasse und 413 in der Touristenklasse.
Schwesterschiff war die am 20. Februar 1929 bei Blohm & Voss in Hamburg-Steinwerder vom Stapel gelaufene, 16.699 BRT große Milwaukee.

## Geschichte
Die St. Louis lief am 28. März 1929 von Hamburg zu ihrer Jungfernfahrt nach New York City aus und wurde danach überwiegend im Nordatlantikdienst von Hamburg nach Halifax (Nova Scotia) und New York eingesetzt. Daneben unternahm sie jedoch, besonders im Herbst und Frühjahr, auch Kreuzfahrten von jeweils 16–17 Tagen Dauer zu den Kanarischen Inseln, nach Madeira und nach Marokko. Ab 1934 wurde sie im Sommer auch vom Amt für Reisen, Wandern und Urlaub (RWU) der Kraft durch Freude (KdF) gechartert, um mit jeweils 900 Urlaubern nach Norwegen zu reisen.

### Irrfahrt
Der Weltöffentlichkeit wurde die St. Louis durch ihre Irrfahrt mit jüdischen Emigranten Mitte Mai bis Mitte Juni 1939 bekannt. Das Schiff verließ am 13. Mai 1939 Hamburg zu einer Sonderfahrt mit Ziel Kuba. An Bord befanden sich 937 Passagiere, nahezu ausnahmslos deutsche Juden, die ein halbes Jahr nach den gewalttätigen Ausschreitungen des Novemberpogroms aus dem nationalsozialistischen Deutschland geflüchtet waren. Am 27. Mai 1939 erreichte das Schiff Havanna, wo es in der Bucht ankerte, da die kubanische Regierung das Anlegen am Pier verweigerte. Die kubanischen Visabestimmungen waren kurz zuvor geändert worden, und die dortigen Behörden verweigerten den Passagieren die Einreise. Nach Verhandlungen des Kapitäns Gustav Schröder durften 29 Passagiere von Bord gehen. Am 2. Juni 1939 musste das Schiff Kuba verlassen. Es kreuzte dann vor der Küste Floridas, während Kapitän Schröder, die HAPAG und jüdische Organisationen sogar den US-Präsidenten Franklin Roosevelt persönlich um Hilfe baten, aber am 4. Juni 1939 lehnte Roosevelt auf innenpolitischen Druck das Anlegen des Schiffes in den USA und die Einreise der Flüchtlinge ab. Das gleiche Schicksal ereilte sie an Kanadas Küste. Schließlich musste die St. Louis auf Anweisung der Reederei nach Europa zurückkehren. Erst kurz bevor die St. Louis den Ärmelkanal erreichte, konnten die jüdische Weltorganisation und der HAPAG-Direktor Holthusen die Regierungen von Belgien, den Niederlanden, Frankreich und Großbritannien zur Aufnahme der Emigranten bewegen. Die Belgische Regierung erlaubte die Landung in Antwerpen, und am 17. Juni 1939 gingen die Flüchtlinge dort von Bord. Sie wurden von Belgien (214), den Niederlanden (181), Frankreich (224) und Großbritannien (254) aufgenommen. In den Niederlanden wurden die Flüchtlinge in das Zentrale Flüchtlingslager Westerbork gebracht.
Mit der Besetzung Belgiens, der Niederlande und Frankreichs durch die Wehrmacht im Sommer 1940 geriet die Mehrzahl der von diesen Ländern aufgenommenen Emigranten jedoch wieder in den Herrschaftsbereich des NS-Regimes. Kurt Stern erwähnt in den Tagebüchern über seine Internierung in Frankreich, dass im Internierungslager Stade Olympique de Colombes in Colombes auch Passagiere der St. Louis interniert worden seien. Nach neueren Forschungen wurden 254 der Passagiere im Holocaust ermordet.

### Zweiter Weltkrieg
Die St. Louis versah danach wieder ihren normalen Dienst. Dabei gelang es ihr, noch kurz vor Kriegsbeginn New York (ohne Passagiere) zu verlassen und damit der Internierung in den USA zu entgehen. Sie durchfuhr in der Zeit vom 4. bis 8. September 1939 von britischen Schiffen unentdeckt die Dänemarkstraße und traf am 11. September 1939 im sowjetischen Murmansk ein. Dort lag sie bis Dezember 1939. Dann fuhr sie entlang der norwegischen Küste nach Deutschland, und am 1. Januar 1940 erreichte sie schließlich Hamburg.
Zu den Rückkehrversuchen deutscher Kreuzfahrtschiffe bei Kriegsbeginn siehe auch die Geschichte der Columbus und der Bremen.
Nach einem Umbau im Mai 1940 in der Kriegsmarinewerft Wilhelmshaven nutzte die deutsche Kriegsmarine die St. Louis als Wohnschiff in Kiel, von September bis Dezember 1940 kurzzeitig auch in Stettin. Bei einem alliierten Luftangriff auf Kiel am 30. August 1944 erhielt sie mehrere Bombentreffer und brannte teilweise aus. Das erheblich beschädigte Schiff wurde am 22. September auf Grund gesetzt, um nicht zu sinken.

### Nachkriegszeit
1946 wurde das Schiff gehoben, mit Erlaubnis der britischen Besatzungsmacht nach Hamburg geschleppt und notdürftig repariert. An der Altonaer Landungsbrücke festgemacht, diente die St. Louis der HAPAG von April 1947 bis April 1950 als Hotelschiff. Die St. Louis wurde anschließend nach Bremerhaven zum Abbruch verkauft und dort 1952 abgewrackt.